# La danza (Gluck)

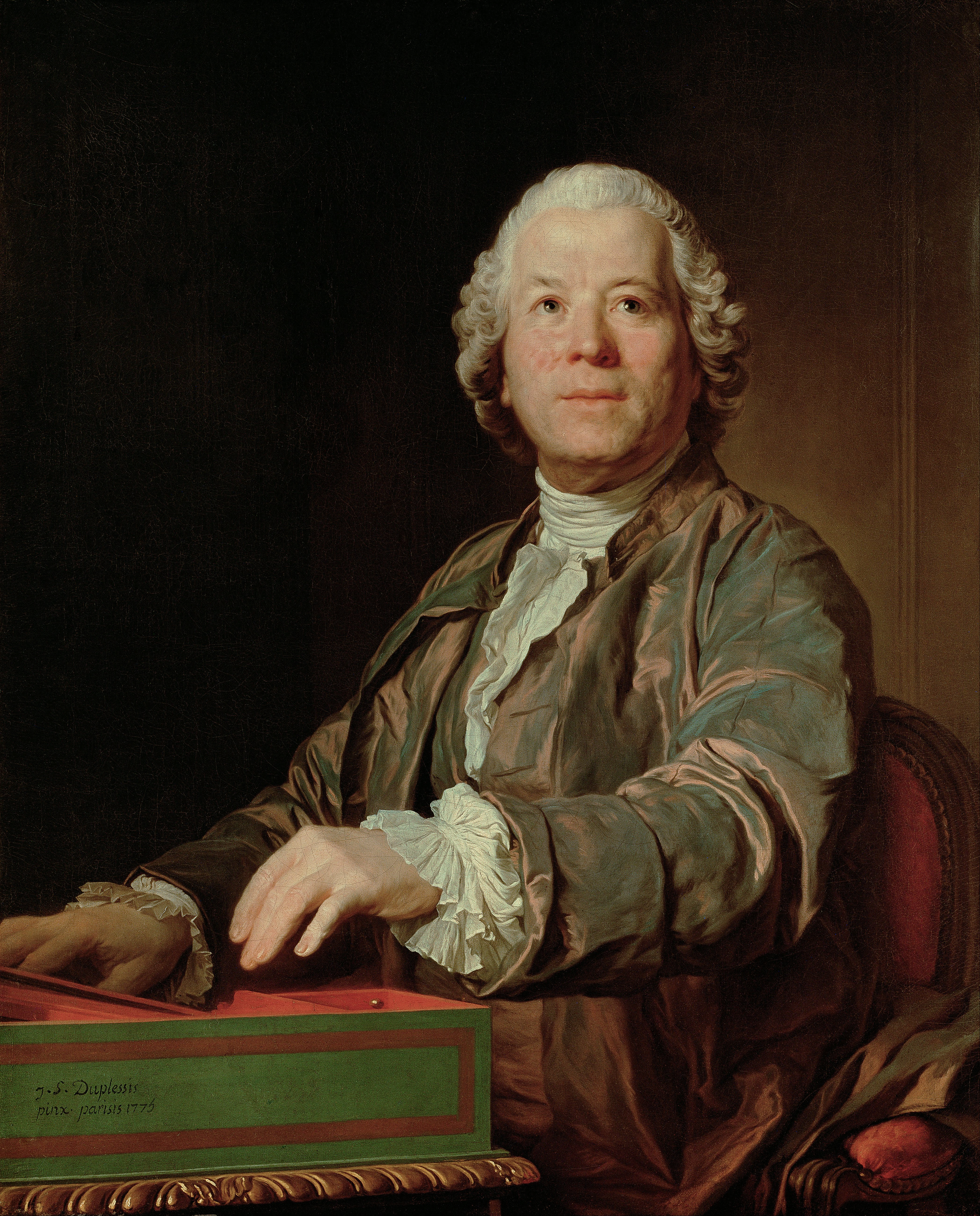
Christoph Willibald Gluck

La danza (Dansen) är en opera (componimento drammatico pastorale) i en akt med musik av Christoph Willibald Gluck och libretto av Pietro Metastasio.

## Historia
Operan komponerades för att fira den österrikiska kejsarinnan Maria Teresias son Leopolds åttonde födelsedag. Verket var ett lättare stycke och användes som prolog till baletten Le grand Ballet des bergers (Herdarnas stora balett) med musik av Josef Starzer. Metastasio hade ursprungligen skrivit librettot till kompositören Giuseppe Bonno 1744. Han reviderade texten för Gluck som komponerade en ouvertyr och fem arior (fyra av dessa skulle han senare komma att återanvända i operan Echo et Narcisse). Operan hade premiär den 5 maj 1755 på det kungliga slottet i Laxenburg utanför Wien.

## Personer
- Nice (sopran)
- Tirsi (tenor)

## Handling
De två karaktärerna Nice och herden Tirsi är förälskade men grälar. Hon är flirtig och har andra beundrare. Han är svartsjuk när Nice vill dansa. De försonas och den efterföljande baletten tar vid.